# Arnoliseus
Arnoliseus is een geslacht van spinnen uit de familie springspinnen (Salticidae).

## Soorten
De volgende soorten zijn bij het geslacht ingedeeld:
- Arnoliseus calcarifer (Simon, 1902)
- Arnoliseus graciosa Braul & Lise, 2002